# 172 Baucis
172 Baucis eller A921 EE är en asteroid upptäckt den 5 februari 1877 av den franske astronomen Alphonse Borrelly vid Marseille-observatoriet. Asteroiden har fått sitt namn efter figuren Baukis inom grekisk/romersk mytologi.